# Neuschoo
Neuschoo is een kleine gemeente in de Duitse deelstaat Nedersaksen. Samen met een aantal andere kleine gemeenten maakt Neuschoo deel uit van de samtgemeinde Holtriem in het Landkreis Wittmund.
Neuschoo telt 1.198 inwoners.. 

## Methodistenkerk

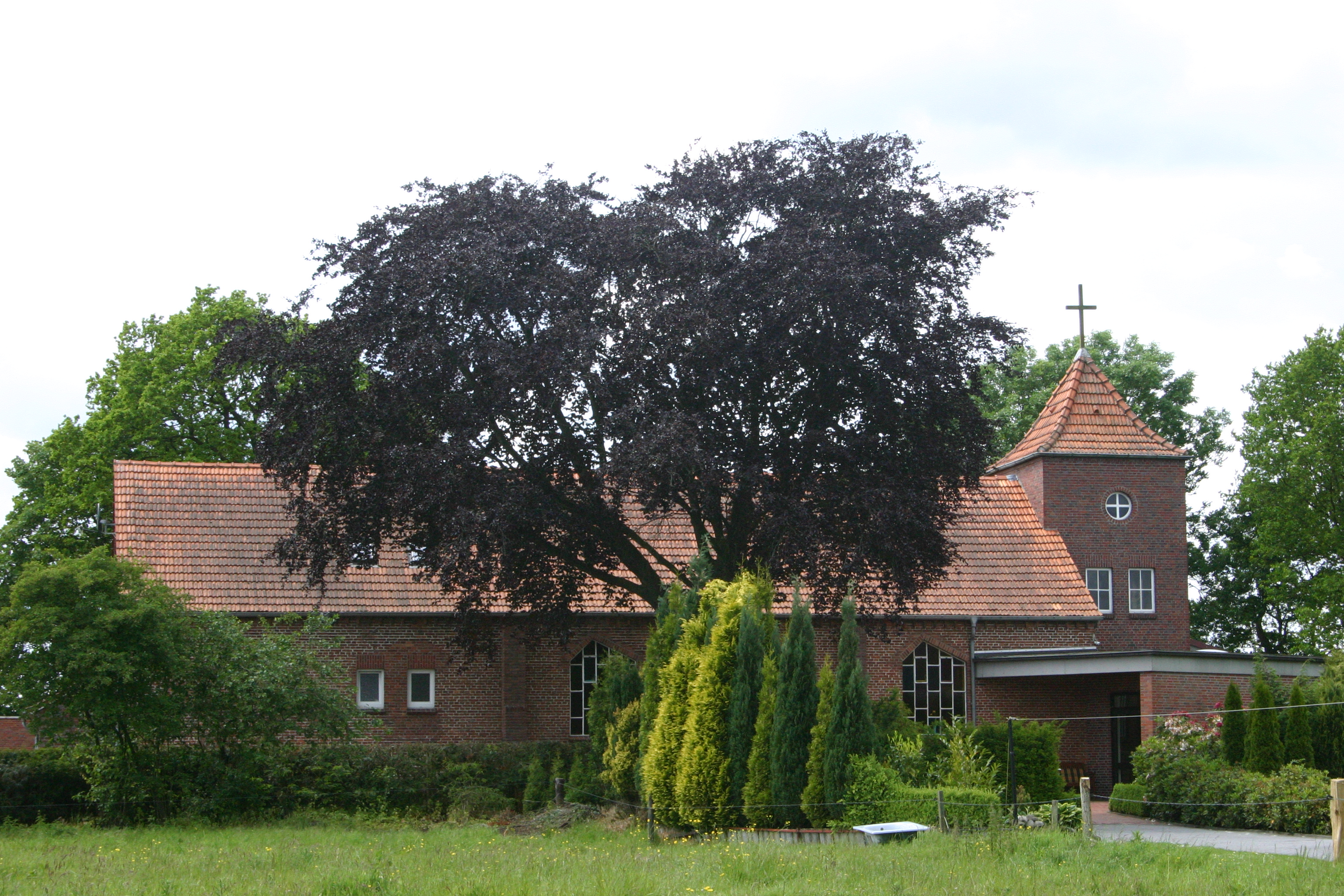
Bethlehemkerk te Neuschoo

De in 1869 gebouwde Bethlehemkerk te Neuschoo is een van de weinige kerken van het door John Wesley gestichte methodisme in West-Europa. Aan het begin van de 19e eeuw trad in Noord-Duitsland de tot deze Amerikaanse protestants-christelijke kerk bekeerde Franz Klüs(e)ner (1837-1916) op. In Oost-Friesland maakte hij op zijn beurt vele bekeerlingen, o.a. in de steden Aurich en Oldenburg, maar ook in het dorp Neuschoo. Het kerkgenootschap, waar dit kerkgebouw aan is verbonden, heet officieel: Evangelisch-methodistische Kirche, Engels: United Methodist Church. Dit kerkgenootschap heeft, voor zover bekend, in het Nederlandse taalgebied geen eigen kerkgemeentes.

## Economie
Te Neuschoo is de enige nog commercieel werkende steenfabriek in de Samtgemeinde gevestigd.

## Politiek
De gemeente wordt bestuurd door de gemeenteraad, bestaande uit elf gekozen raadsleden. Neuschoo heeft geen gekozen burgemeester, uit de raad wordt een lid tot burgemeester gekozen. Burgemeester is een  erefunctie zonder daadwerkelijke macht. De macht van de burgemeester ligt bij de burgemeester van de samtgemeinde, die wel rechtstreeks wordt gekozen. 

### Samenstelling van de raad
De raad van Neuschoo werd voor het laatst gekozen in 2021. De samenstelling is als volgt:
| Partij/Groepering         | 2021 | 2011 |
| ------------------------- | ---- | ---- |
| SPD                       | 6    | 6    |
| CDU                       | 3    | 6    |
| Bürgerinitiative Neuschoo | 1    | 0    |
| Onafhankelijke kandidaten | 1    | 0    |

- Gemeinsame Normdatei: 16340768-X
- Virtual International Authority File: 232172086